# Napoléonsgaard
Der Napoléonsgaard (luxemburgisch Napoleonsgaartⓘ [nɑpˈoːleonsɡaːʀt]) ist die dritthöchste Erhebung Luxemburgs und hat eine Höhe von 554,3 Metern. Er befindet sich in der Ortschaft Schwiedelbruch, welche zur Gemeinde Rambruch gehört. Somit stellt er die höchste Erhebung des Kantons Redingen dar.
Auf dem Napoléonsgaard befindet sich ein Wasserturm, der im Jahr 1928 fertiggestellt wurde, und zwei Sendemasten. Bis 1952 hat er als die höchste Erhebung im Großherzogtum gegolten.